# Джон Франкенхаймър
Джон Франкенхаймър (на английски: John Frankenheimer) е американски режисьор. 

## Биография
Джон Франкенхаймър е роден на 19 февруари 1930 година в Куинс, Ню Йорк. Син е на Хелън Мери (по баща Шийди) и Уолтър Мартин Франкенхаймър, борсов брокер. Баща му е от немско-еврейски произход, майка му е ирландска католичка, Франкенхаймер е възпитан в религията на майка си. Той е най-големият от трима братя и сестри. Той се увлича по киното от ранна възраст и посещава киносалоните в Ню Йорк всеки уикенд.
През 1947 г. завършва военната академия La Salle в Оукдейл, Лонг Айлънд, Ню Йорк. През 1951 г. получава бакалавърска степен по английски език от колежа „Уилямс“ в Уилямстаун, Масачузетс. Като капитан на тенис отбора на колежа „Уилямс“, Франкенхаймър за кратко обмисля професионална кариера в тениса.
След като завършва колежа „Уилямс“, Франкенхаймър е призован във военновъздушните сили и е назначен в Корпуса за обучение на офицери от резерва (ROTC). Служи в пощата на Пентагона във Вашингтон, окръг Колумбия. Той кандидатства и е преместен във филмовата ескадрила на ВВС в Бърбанк, Калифорния, без да има официална квалификация. Там лейтенант Франкенхаймър започна да мисли сериозно за режисура. Първият му филм е документален – за завод за производство на асфалт в Шърман Оукс, Калифорния. Усвоявайки основните елементи на правенето на филми, Франкенхаймър започва да чете много за филмовата техника, включително писанията на съветския режисьор Сергей Айзенщайн. Уволнен е от армията през 1953 г.

### Кариера
Джон Франкенхаймър в ранните си филми се занимава със съвременни проблеми като юношеската престъпност и престъпност и социална среда.
Известен със социални драми и екшън филми. Сред неговите заслуги са „Птичарят от Алкатраз“ (1962), „Манджурският кандидат“ (1962), „Седем дни през май“ (1964), „Влакът“ (1964), „Секунди“ (1966), „Френска връзка II“ (1975), „Черна неделя“ (1977), „Островът на д-р Моро“ (1996) и „Ронин“ (1998).
През 1990-те години печели четири награди Еми – три последователни и награда Златен глобус за най-добър минисериал или телевизионен филм за режисирането на телевизионни филми.
30-те му игрални филма и над 50 пиеси за телевизията са забележителни с влиянието си върху съвременната мисъл. Той става пионер на „съвременния политически трилър“.
Джон Франкенхаймър е технически високо завършен от дните си в телевизията на живо. Повечето от филмите му са известни с това, че създават „психологически дилеми“ за неговите герои, със силно „усещане за средата“, подобно на стила на филмите на режисьора Сидни Лумет, за когото Франкенхаймър е работил като асистент-режисьор. Той развива „огромна склонност към изследване на политически ситуации“.

### Смърт
Джон Франкенхаймър умира на 6 юли 2002 година на 72-годишна възраст в Лос Анджелис, Калифорния от инсулт след усложнения от операция на гръбначния стълб..

## Избрана филмография
| Година | Филм               | Оригинално заглавие   |
| ------ | ------------------ | --------------------- |
| 1959   | Обратно завинтване | The Turn of the Screw |
| 1964   | Влакът             | The Train             |
| 1998   | Ронин              | Ronin                 |